# Стреков
Стреков (укр. Стреків) — село в Деражнянском районе Хмельницкой области Украины.
Население по переписи 2001 года составляло 62 человека. Почтовый индекс — 32235. Телефонный код — 3856. Занимает площадь 0,532 км². Код КОАТУУ — 6821588404.

## Местный совет
32235, Хмельницкая обл., Деражнянский р-н, с. Радовцы, ул. Мира, 26